# Фалюш

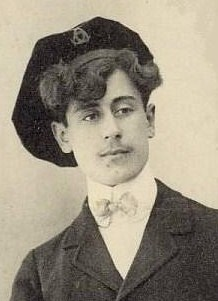
Фалюш

Фалю́ш (фр. faluche) — традиционный головной убор французских студентов — берет, декорированный цветными лентами и значками.

## История
12 июня 1888 года парижские студенты были приглашены на празднование 800-летия Университета Болоньи в Италии. Французские студенты на мероприятии чувствовали себя однообразно и уныло по сравнению с другими студентами. Дело в том, что одеяния французской делегации состояли из простой тёмной одежды c одной розеткой в петлице и лентой в цвета города Парижа.
Другие европейские студенты же имели большее разнообразие костюмов и причёсок: испанцы были украшены лентами, которые говорили о членстве в конкретных учебных заведениях; у немцев были свои головные уборы; швейцарцы имели свои тонкие кепи с небольшими козырьками; итальянцы носили шляпы в стиле Людовика XI.
Из-за этого французские студенты решили создать особый стиль головного убора для себя. Они взяли за основу чёрный бархатный берет жителей Болоньи. Со временем цвет и материал фалюша стали ассоциироваться с профессией, которой обучается студент.

## Значение материала и цвета фалюша
| Ткань                             | Профессия/Наука           | Цвет            |
| --------------------------------- | ------------------------- | --------------- |
| Бархат                            | Врач                      | Красный         |
| Бархат                            | Фармацевт                 | Зелёный         |
| Бархат                            | Стоматолог                | Пурпурный       |
| Бархат                            | Ветеринар                 | Бордовый        |
| Бархат                            | Акушер, медсестра/медбрат | Фуксия          |
| Бархат                            | Вспомогательная медицина  | Розовый         |
| Бархат                            | Остеопатия                | Небесно-голубой |
| Атла́с                             |                           |                 |
| Сельское хозяйство                | Зелёно-амарантовый        |                 |
| Языки                             | Жёлтый                    |                 |
| География                         | Жёлтый                    |                 |
| История                           | Жёлтый                    |                 |
| Археология                        | Жёлтый                    |                 |
| Социология                        | Жёлтый                    |                 |
| Психология                        | Жёлтый                    |                 |
| Естественные науки                | Фиолетовый                |                 |
| Школы искусств                    | Небесный синий            |                 |
| Архитектура                       | Небесный синий            |                 |
| Инженерия                         | Синий и чёрный            |                 |
| Физическая культура и спорт       | Тёмно-зелёный             |                 |
| Наука о виноделии                 | Розовый                   |                 |
| Юриспруденция                     | Красный                   |                 |
| Экономика и менеджмент            | Оранжевый                 |                 |
| Экономика и социальное управление | Зелёный                   |                 |
| Политические науки                | Красный и синий           |                 |
| Теология                          | Красный и белый           |                 |
| Школа бизнеса                     | Красный и зелёный         |                 |
| Музыка и музыковедение            | Серебряный                |                 |